# Арена Чивика
Арена Чивика (итал. Arena Civica) званично Арена Ђани Брера, је вишенаменски стадион у Милану, Италија, који је отворен 18. августа 1807. Један од главних примера неокласичне архитектуре у граду, данас је углавном домаћин фудбалских и рагби утакмица, концерата и културних догађаја. Стадион може да прими 18.000-30.000 гледалаца.
Арена је домаћи терен за трећи фудбалски тим Милана, Брера, као и место домаћина годишњег атлетског митинга – Нотурна ди Милано. До 2011. Арена је била домаћи терен клуба Аматори Рагби Милано, рагби јунион клуба основаног 1927. који је освојио 18 шампионата Италије.

## Историја
Арена Чивика је отворена 18. августа 1807. године, а касније је коришћена за фудбалске активности, углавном од стране Интернационалеа. У почетку само за највеће утакмице, а затим редовно на сталној основи, од 1930. до 10. децембра 1958. године, када су се Нероазури суочили са Олимпиком из Лионана у купу сајамских градова. Коришћен је 15. маја 1910. у првој званичној утакмици фудбалске репрезентације Италије, која је тада победила Француску резултатом 6–2.
Током своје историје коришћен је за многе врсте догађаја, укључујући реконструкцију поморских битака; Вилијам Фредерик Коди ("Буфало Бил") два пута је овде довео своју „Шоу дивљег запада”. Остали уметници који су наступали у Арени су група Чикаго, Џо Кокер, Стјуарт Копланд, Кјур, Литле Фет, Бен Харпер, Лени Кравиц, Лу Рид, Манхетен Трансфер, Роберт Плант, Паблик Имиџ Лимитед, Радиохед, Пети Смит, Ринго Стар, Род Стјуарт, Стинг и Енди Самерс. Арена је такође место Миланског џез фестивала.
Године 2003. преименована је у „Арена Ђани Брера“ у част спортског писца и новинара Ђанија Брере.